# 巴達
巴達（英語：Elyaniv Barda或Elianiv Barda，1981年12月15日—）是以色列的職業足球運動員，司職前鋒和翼鋒，現效力於以色列足球超級聯賽比亞斯華夏普爾。

## 外部連結
- （希伯来文） Elyaniv Barda profile and club history on Maccabi Haifa Official Website
- （希伯来文） Elyaniv Barda Profile and Statistics on One.co.il （页面存档备份，存于）